# Begonia olsoniae
Espèce
Synonymes
- Begonia vellozoana Brade[1] [2]

Begonia olsoniae est une espèce de plantes de la famille des Begoniaceae. Ce bégonia est originaire du Brésil. L'espèce fait partie de la section Pritzelia. Elle a été décrite en 1965 par Lyman Bradford Smith (1904-1997) et Bernice Giduz Schubert (1913-2000), lesquels ont proposé ce nouveau nom en remplacement de Begonia vellozoana Brade, celui-ci étant trop poche du Begonia velloziana Walp, avec lequel il pouvait être confondu.  
Le nom spécifique de Begonia olsoniae (synonyme Begonia vellozoana Brade) fut donné en l'honneur de lady Bee Olson en charge alors de la revue "Begonian", éditée par l’American Begonia Society (en),.

## Répartition géographique
Cette espèce est originaire du pays suivant : Brésil.